# Himalmartensus ausobskyi
Himalmartensus ausobskyi – gatunek pająka z rodziny sidliszowatych.
Gatunek ten został opisany w 2008 roku przez Xin-Ping Wanga et Ming-Sheng Zhu na podstawie dwóch samic odłowionych w 1970 i 1980 roku. Epitet gatunkowy upamiętnia Alberta Ausobsky'ego.
Długość ciała u holotypowej samicy wynosi 11,3 mm, z czego 4,8 przypada na karapaks, a 6,5 na opistosomę. Szczękoczułki mają po 6 ząbków przedkrawędziowych i 8 zakrawędziowych. Oczy środkowe przednie i tylne są podobnej wielkości, zaś tylne boczne nico mniejsze od przednich bocznych. Epigynium ma mały przedsionek z wąską, słabiej zesklerotyzowaną płytką tylną. Spermateki mają długie szypułki wokół których przynajmniej cztery pętle tworzą przewody kopulacyjne, wychodzące z punktów położonych za nasadami spermatek. Nasadowe części spermatek są duże i odległe od siebie mniej więcej o swoją szerokość.
Gatunek znany z dystryktów Dholkha i Lalitpur w Nepalu.